# Kongeriget Württemberg
Kongeriget Württemberg (tysk: Königreich Württemberg) eksisterede, fra det blev opgraderet til kongerige fra kurfyrstendømme i 1806 til afskaffelsen af monarkiet i Tyskland i 1918. 1495-1803 var Württemberg et hertugdømme. Kongerigets områder ligger nu i den tyske delstat Baden-Württemberg.

## Geografi
Württembergs grænser blev i 1813 defineret til mellem 47°34' og 49°35' nord og 8°15' og 10°30' øst. På det længste sted var der 225 kilometer fra nord til syd og 160 kilometer fra øst til vest. Grænsen var 1800 km. Det totale areal: 19.508 km2.
I øst grænsede kongeriget til Bayern. Mod Baden på de andre sider, undtaget en lille del allersydligst, hvor der var grænse mod Hohenzollern og Bodensøen.

## Historie
Den 1. januar 1806 gjorde hertug Frederik 2. af Württemberg sig til konge som Frederik 1. af Württemberg. Han afskaffede konstitutionen og samlede det gamle og nye Württemberg. Derefter lagde han kirkens ejendomme under statens kontrol. I 1806 gik han ind i Rhinforbundet, og med det fik han tildelt nye områder med 160.000 indbyggere. Ved freden i Schönbrunn i 1809 fik kongeriget yderligere territorier og 110.000 indbyggere. Til gengæld for disse tjenester gik Frederik sammen med Napoléon Bonaparte i felttog mod Preussen, Østrig og Rusland. Af de 16.000 fra Württemberg, som marcherede mod Moskva, kom kun et fåtal tilbage. Efter Slaget ved Leipzig i oktober 1813 blev det klart for Frederik, at lykken havde forladt den franske kejser og hans hær. Kongen underskrev i november 1813 en aftale med fyrst Metternich i Fulda, hvori han sikrede sin kongelige titel og nyligt erhvervede områder; nu marcherede hans tropper sammen med de allierede ind i Frankrig. I 1815 kom kongeriget med i det tyske forbund. Wienerkongressen medførte ingen ændringer for kongeriget Württemberg. Det samme år kom kongen med et forslag til en ny grundlov, men folkets repræsentanter godtog den ikke, og midt i alt det døde kong Frederik den 30. oktober 1816.
Hans søn Wilhelm overtog tronen. Efter nogen diskussion blev en ny grundlov vedtaget i september 1819. Grundloven var med uvæsentlige ændringer i kraft til 1918. I en periode med økonomiske nedgang, hvor det stod dårligt til med skoler og landbrug, havde Wilhelm held til at skabe økonomisk balance i riget igen.
Ønsket om mere politisk frihed voksede i styrke, uroen var ikke forbi efter grundloven i 1819, og i 1830 voksede uroen igen, men blev  igen dæmpet; Württemberg gik med i toldunionen Zollverein, og bygningen af jernbaner gjorde, at handelen blomstrede.
De revolutionære bevægelser i 1848 berørte også Württemberg, men uden at det kom til et voldelig oprør som andre steder i Europa. Kong Wilhelm afskedigede sine ministre og gav mere liberale mænd magten. Kongen proklamerede også en demokratisk grundlov, men så snart de revolutionære bevægelser havde mistet kræfterne, blev de liberale minister afskediget, og de gamle ministre kom igen til magten i oktober 1849. Et konkordat med paven var den sidste handling i Wilhelms regeringsperiode; dette skulle regulere forholdet mellem kirken og staten.
I juli 1864 fulgte Karl 1. sin far Wilhelm som konge. Karl stødte på mange vanskeligheder i de første år som konge. Der var kampe mellem Østrig og Preussen, da begge lande ville have overherredømmet over de tyske stater. Wilhelm havde altid givet sin støtte til Østrig, og Karl og hans rådgivere videreførte denne alliance. På vegne af Østrig ledte Württemberg i 1866 sine styrker ind i den Preussisk-østrigske krig. Lykken var ikke på Württembergs side; tre uger efter slaget ved Königgrätz den 3. juli 1866 led styrkerne et stort nederlaget ved Tauberbischofsheim, og landet måtte se sig slået af Preussen. Prøjserne belejrede den nordlige del af Württemberg og kom frem til en fredsaftale i august 1866. Württemberg måtte betale på 18 millioner i guld, men indgik derefter en offensiv og defensiv traktat med Preussen.
Slutningen på striden mellem Württemberg og Preussen gjorde, at demokratiet fik mere og mere fodfæste i landet. Under Den fransk-preussiske krig mellem 1870 og 1871 vidste det sig alligevel, at det demokratiske ideal ikke havde slået rod i landet. Selv om Württemberg fortsatte med at have en fjendtlig tilnærmelse til Preussen, var der stadigt tysk nationalfølelse nok til at sende tropper til Preussens tjeneste. Disse württembergske tropper spillede en stor rolle bl.a. i slaget ved Worth og i andre krigshandlinger. I 1871 kom Württemberg med i det tyske kejserrige, men opretholdt kontrollen over sit postvæsen, jernbanenet og telegraftjeneste. Landet fik også forskellige privilegier indenfor skattevæsnet og militærstyrker. I de næste ti år var Württemberg en støtte spiller for det nye kejserrige.
Mange vigtige reformer fulgte specielt inden for finans, men forslaget om en unionen mellem Württembergs og det fælles tyske jernbanesystem fejlede. Efter nedsættelse af skatterne i 1889 blev det et spørgsmål om tid, før grundloven måtte reformeres. Kongen ønskede at styrke de konservative elementer, men lovgivningen i 1874, 1876 og 1879 medførte kun mindre reformer. Den 6. oktober 1891 døde kong Karl helt uventet, han var barnløs og blev fulgt af sin fætter Wilhelm 2., som fulgte hans politiske linje.
Med tiden fulgte flere diskussioner om reformering af grundloven i kongeriget. Valget i 1895 førte til, at demokraterne igen fik mere magt. Kong Wilhelm havde ingen sønner, og det havde hans eneste ikke-protestantiske slægtning, hertug Nicholas(1833-1903), heller ikke. Arvefølgen gav dermed plads til en magtovertagelse af den katolske gren af familien. Det gjorde igen spørgsmålet om forholdet mellem kirke og stat aktuelt. Tronarvingen var i 1910 den romersk-katolske hertug Albrecht, som tilhøre Altshausengrenen af den kongelige slægt.
En ældre katolsk linje, hertugerne af Urach, blev forbigået på grund af et morganatisk ægteskab. En anden linje, som var protestantisk, inkluderede Mary af Teck, som var gift med Georg 5. af Storbritannien.
I 1906 reformeredes grundloven, og i 1904 blev jernbanerne integreret i den tysk jernbane.
Efter første verdenskrig blev samtlige monarkier i det tyske rige opløst og afløst af republikken. I kongeriget Württemberg foregik denne omvæltning på fredelig vis, og selve administrationen bestod. Den nye statsdannelse, Fristaten Württemberg, kom med i Weimarrepublikken, og bestod efter anden verdenskrig, da Württemberg blev en del af den tyske forbundsstat Baden-Württemberg.

## Befolkning
| År   | Indbyggere           |
| ---- | -------------------- |
| 1812 | 1.379.501 Indbyggere |
| 1849 | 1.744.017 Indbyggere |
| 1867 | 1.778.396 Indbyggere |
| 1875 | 1.881.505 Indbyggere |
| 1900 | 2.169.480 Indbyggere |
| 1910 | 2.437.574 Indbyggere |